# Issam Aledrissi
Issam Aledrissi, auch Issa Issa genannt, (* 12. September 1984 in Beirut) ist ein libanesischer Fußballspieler.

## Karriere
Issam Aledrissi begann seine Karriere bei Schwarz-Weiß Essen und dem FC Schalke 04, für dessen Jugendmannschaften er bis 2000 spielte. Nach einer Saison bei Rot-Weiss Essen wechselte er im Sommer 2001 zu Borussia Dortmund, wo er ab 2003 zum Kader der zweiten Mannschaft gehörte.
Nach vier Jahren in Dortmund war Aledrissi zunächst vereinslos. Ein halbes Jahr später wechselte er zum SV Lippstadt 08 in die Oberliga Westfalen. Dort zeigte er seine Führungsqualitäten und wurde zum Mannschaftskapitän ernannt. Er machte in 78 Oberliga-Spielen 25 Tore. Nach seinem Vertragsende in Lippstadt wurde Aledrissi von der Hammer SpVg verpflichtet. Ab Januar 2010 stand er für ein halbes Jahr beim SV Meppen in der Oberliga Niedersachsen-West unter Vertrag.
Mit den Sportfreunden Siegen wurde er Vizemeister der NRW-Liga 2011/12 und stieg in die Regionalliga West auf. Dennoch verließ Issa Issa im Sommer 2012 den Verein und wechselte zum Oberligisten KFC Uerdingen 05. In der Oberligaspielzeit 2012/13 legte er mit seinem neuen Klub einen perfekten Saisonstart hin, an dem der Mittelfeldspieler mit 21 Toren in 19 Spielen beteiligt war. Am Ende kam Aledrissi auf 30 Saisontore und errang mit dem KFC die Meisterschaft mit 23 Punkten Vorsprung. Ein Jahr darauf war er mit sieben Toren am Klassenerhalt in der Regionalliga beteiligt.
Im Januar 2015 wechselte Issa Issa zum 1. FC Bocholt in die Oberliga Niederrhein. Nach einem Schien- und Wadenbeinbruch und lediglich drei Einsätzen wurde sein Vertrag im August 2015 wieder aufgelöst. Ab Januar 2016 stand Issa Issa für die Rückrunde beim Landesligisten FSV Duisburg unter Vertrag. Zur Saison 2016/17 schloss er sich dem Bezirksligisten ASV Wuppertal an, für den er in den folgenden zwei Jahren über 60 Tore erzielte. 
Im Sommer 2018 wechselte er zum Landesliga-Aufsteiger VfB Frohnhausen. Mit dem Verein stieg er in der Saison 2023/24 nach sechs Jahren wieder in die Bezirksliga ab.

## Nationalmannschaft
Issam Aledrissi bestritt im Herbst 2004 drei A-Länderspiele für den Libanon im Rahmen der Qualifikation für die Weltmeisterschaft 2006.